# Šárka Vaňková
Šárka Vaňková (Chrudim, 30 ottobre 1987) è una cantante ceca.

## Discografia
- 2004 – Věřím Náhodám
- 2006 – Teď a Tady